# Marius Petipa
Marius Petipa, född 11 mars 1819 i Marseille, död 14 juli 1910 i Ryssland, var en fransk balettdansare och koreograf.

## Biografi
Petipa är känd för sin långa karriär som balettmästare vid den kejserliga baletten i Sankt Petersburg, en position han innehade från 1871 fram till 1903. Han skapade över femtio baletter, varav en del har överlevt i olika versioner, antingen i original eller rekonstruerade från sin ursprungliga form.
Petipa var framgångsrik både som ledare och lärare och har bland annat koreograferat baletterna Svansjön 1895, Törnrosa 1890 och Nötknäpparen 1892.
Petipa återupplivade ett stort antal verk som skapats av andra balettmästare. Många av dessa omarbetningar skulle gå vidare till att bli de slutgiltiga utgåvorna på vilka alla efterföljande produktioner skulle grundas. De mest kända av dessa är Le Corsaire, Giselle, La Esmeralda, Coppélia, La Fille Mal Gardée (med Lev Ivanov) och Svansjön (med Lev Ivanov).
Petipa anses vara den mest inflytelserika balettmästaren och koreografen i balettens historia.

## Bilder

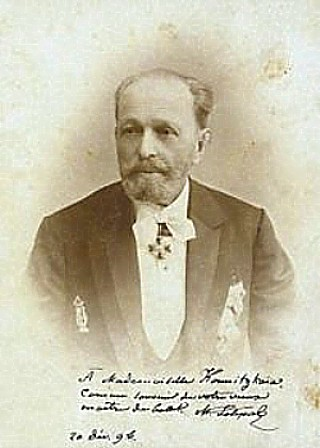
Marius Petipa.
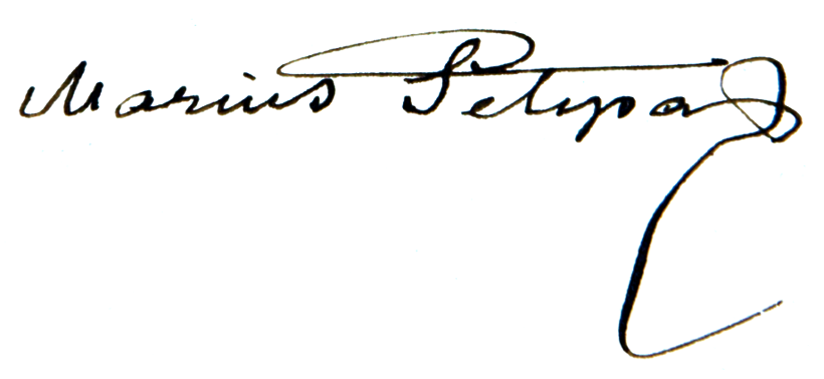
Signaturen av Marius Petipa